# Duchi di Borgogna

Bandiera del Ducato di Borgogna in età moderna

Il ducato di Borgogna ebbe origine in una porzione delle terre dell'antico Regno dei Burgundi, nella zona situata ad ovest del fiume Saona, terre che nell'843 furono assegnate in vassallaggio al Regno franco occidentale di Carlo il Calvo (la futura Francia).
Nei secoli successivi, mentre il resto dei territori dell'antico Regno di Borgogna si suddivisero in altri principati, assumendo altri nomi, a questa regione di confine rimase il nome di Borgogna, in ricordo delle terre proprie dei Burgundi (e tuttora le terre che appartennero propriamente a questo ducato, corrispondono a grandi linee con la odierna regione francese della Borgogna). Successivamente i re di Francia nominarono i governatori di questa provincia con il titolo di Duca, e questa in poco tempo divenne una carica ereditaria. Segue l'elenco dei Duchi di Borgogna, (francese: Duc de Bourgogne), un titolo della nobiltà francese.

## Bosonidi
Alta Borgogna o Borgogna Transgiurana
     Bassa Borgogna o Borgogna Cisgiurana
     Ducato di Borgogna di Riccardo il Giustiziere

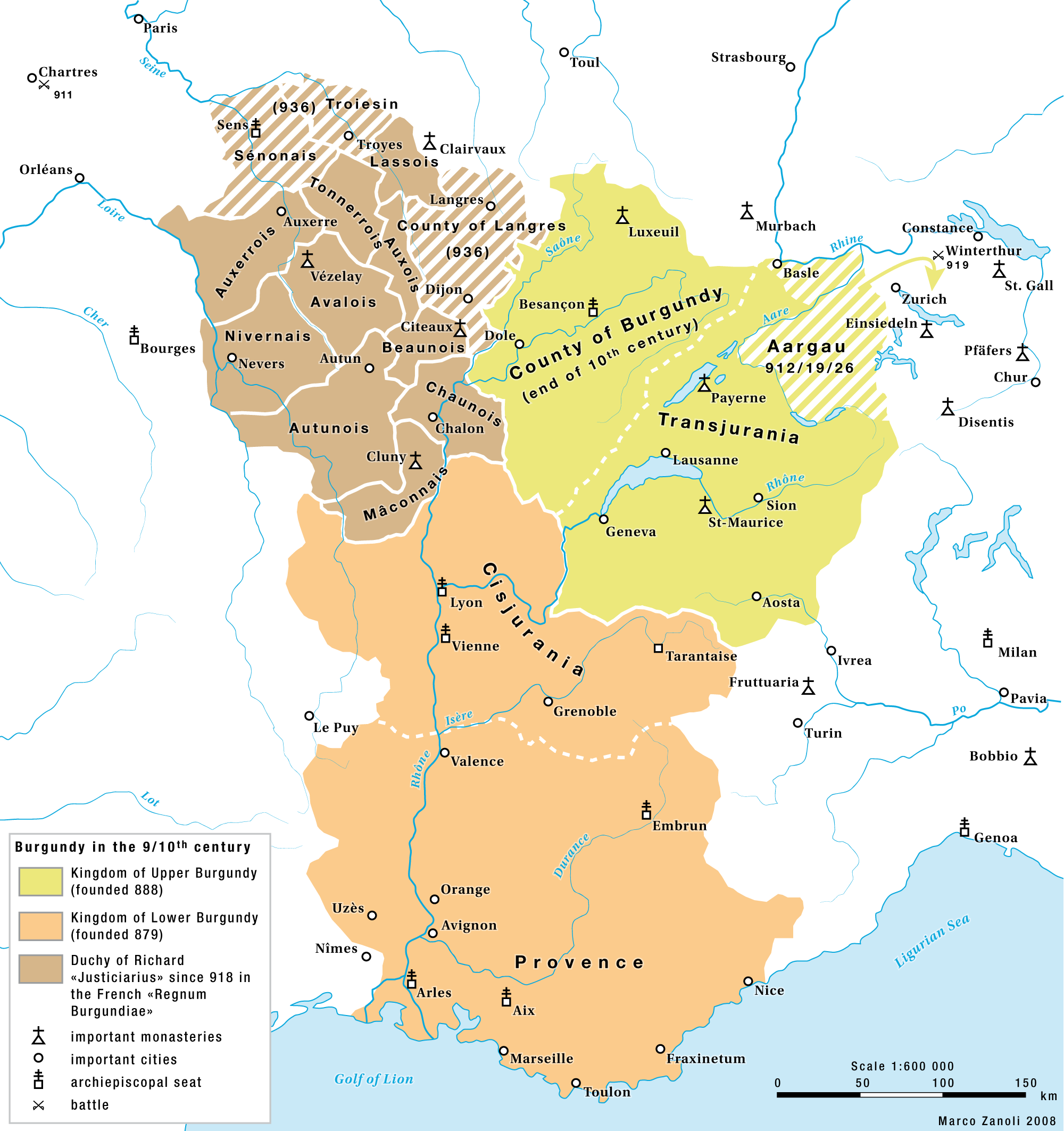
Le tre parti del regno di Borgogna verso il 900 d.C.:
----
Alta Borgogna o Borgogna Transgiurana
Bassa Borgogna o Borgogna Cisgiurana
Ducato di Borgogna di Riccardo il Giustiziere

- Riccardo di Autun, conosciuto anche come Riccardo il Giustiziere (880–921), primo Duca di Borgogna
- Rodolfo di Borgogna (re di Francia dal 923) (921–923)
- Ugo il Nero di Chalon (923–952)
- Gilberto di Chalon (952–956)
- Oddone di Parigi (956-965)
- Enrico Ottone il Grande (965–1002)
- Guglielmo Ottone (1002–1004)

1004: il Ducato di Borgogna viene annesso alla corona di Francia

## Dinastia capetingia

### Ducato annesso direttamente al regno di Francia
- Roberto II di Francia (1004–1016)
- Enrico I di Francia (1016–1032)

La suddivisione dell'antico Regno di Borgogna tra i Secoli XI e XII, da cui derivarono: il Ducato di Borgogna, la Franca Contea di Borgogna, la Borgogna Cisgiurana, la Borgogna Transgiurana, la Contea e il Marchesato di Provenza

1032: il ducato di Borgogna, a seguito della rivolta ispirata dalla regina madre, Costanza d'Arles, venne ceduto dal re di Francia, Enrico I al proprio fratello, Roberto, riacquistando così la propria autonomia dalla corona

### Primo casato capetingio di Borgogna
- Roberto I (1032–1076), fratello di re Enrico I di Francia, ottiene il ducato in appannaggio.
- Ugo I (1076–1079)
- Oddone I il Rosso (1079–1103)
- Ugo II (1103–1143)
- Oddone II (1143–1162)
- Ugo III (1162–1192)
- Oddone III (1192–1218)
- Ugo IV (1218–1271)
- Roberto II (1271–1306)
- Ugo V (1306–1315)
- Oddone IV (1315–1349)
- Filippo I di Rouvre (1349–1361) alla sua morte senza eredi diretti, il Re di Francia, Giovanni II il Buono, in quanto suo parente più prossimo (cugino primo di suo padre oltre che patrigno), nuovamente annesse il ducato direttamente alla corona di Francia

### Ducato annesso direttamente al regno di Francia
- Giovanni I (1361-1364) (Giovanni II il Buono come re di Francia, Giovanni I come duca di Borgogna)

### Secondo casato capetingio di Valois-Borgogna

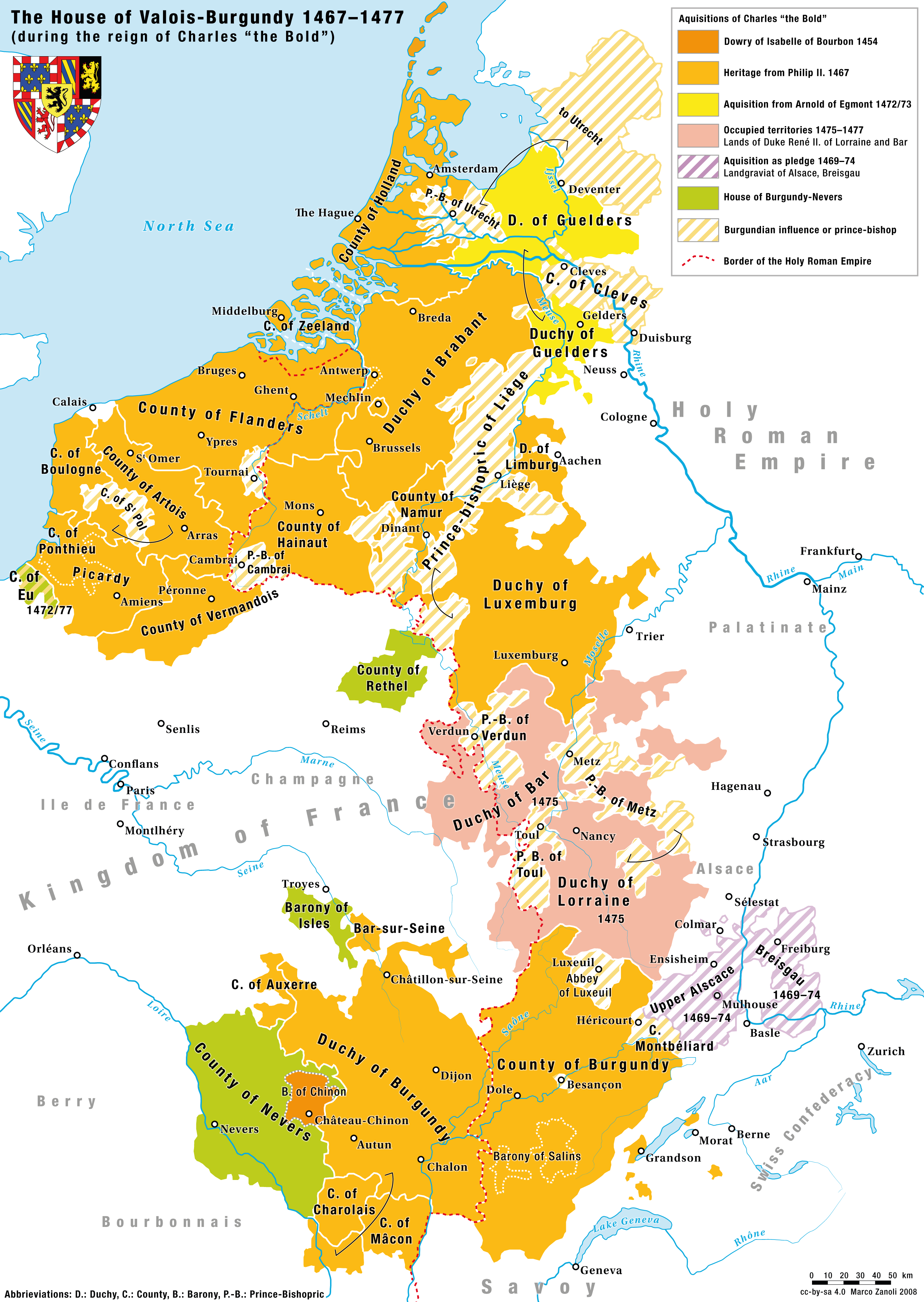
Massima estensione dei domini dei Duchi di Valois-Borgogna nel 1477, sotto Carlo il Temerario

Il ducato di Borgogna venne separato nuovamente dai domini reali francesi nel 1363, quando il re Giovanni II di Francia, concesso al figlio cadetto Filippo II, l'Ardito quelle terre in appannaggio. In seguito i discendenti di Filippo l'Ardito estesero molto i loro domini, venendo a comprendere anche la Franca Contea, la Fiandra, l'Olanda, il Brabante, il Namur e il Lussemburgo.
- Filippo II, l'Ardito (1364–1404) figlio di Giovanni il Buono, per matrimonio annette anche ai domini ducali la Franca Contea di Borgogna, che fino ad allora era rimasta vassalla del Sacro Romano Impero
- Giovanni, l'Impavido (1404–1419)
- Filippo III, il Buono (1419–1467)
- Carlo il Temerario (1467–1477)
- Maria di Borgogna (1477–1482)

Nella seconda metà del secolo XV, contro i tentativi espansionistici del Duca di Borgogna Carlo il Temerario si formò un'ampia coalizione, di cui facevano parte la Francia e i Cantoni svizzeri, che lo sconfisse nella battaglia di Nancy, in cui perì lo stesso duca. Perciò nel 1477 il territorio del Ducato di Borgogna propriamente detto, fu annesso nuovamente ai domini reali diretti dei re di Francia, secondo la legge salica che escludeva le eredi femminili. Però, nello stesso anno, Maria di Borgogna, l'unica figlia ed erede di Carlo, sposò l'Arciduca Massimiliano d'Austria, consegnando al controllo asburgico la parte rimanente dell'eredità della Borgogna, che poteva essere trasmessa in linea femminile. Anche se il ducato di Borgogna in sé rimase nelle mani della Francia, agli Asburgo rimase il controllo del resto dell'eredità borgognona, e rivendicarono il titolo di Duchi di Borgogna fino al tardo XVIII secolo.

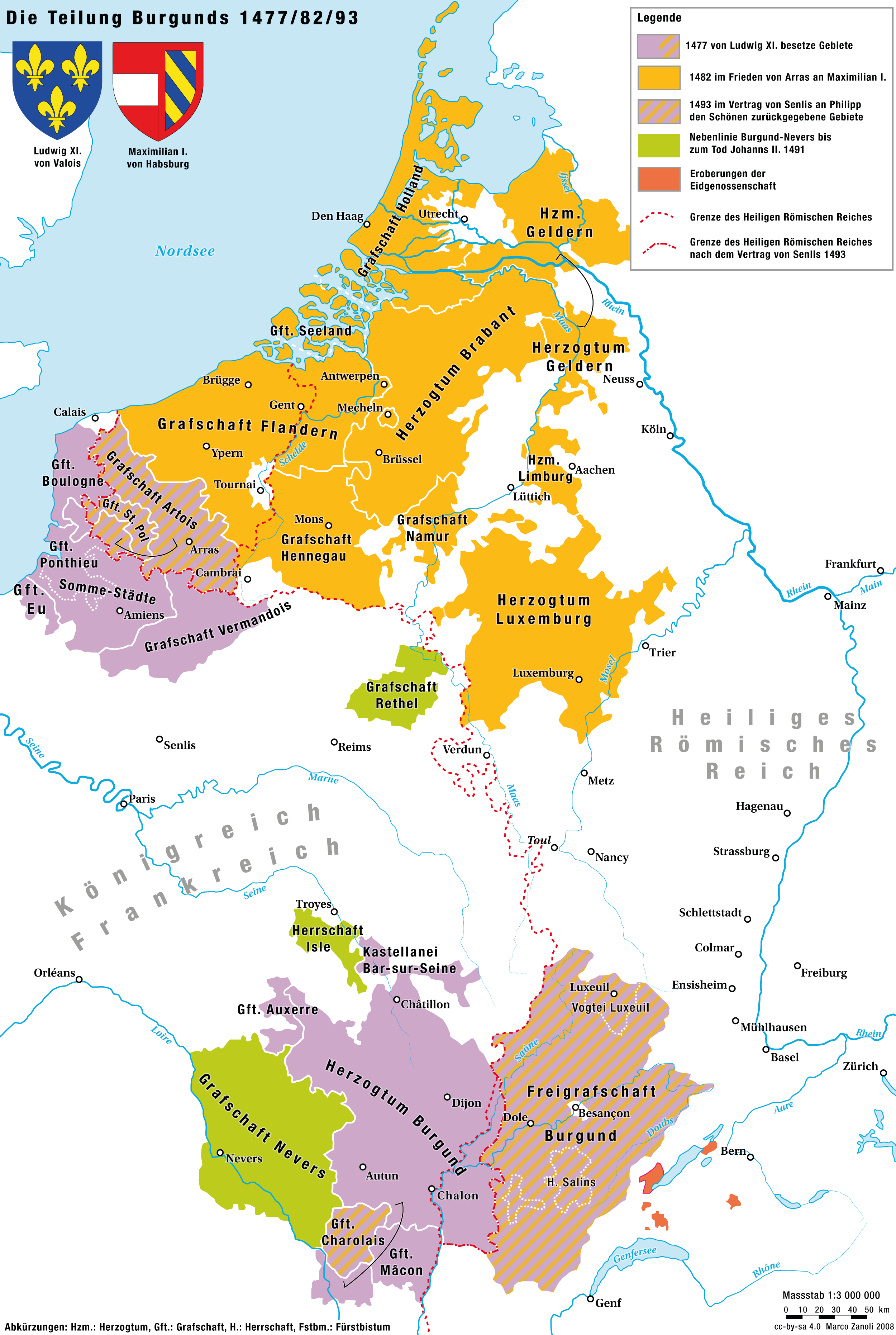
Spartizione degli stati borgognoni nel 1493
Asburgo (inclusa la parte colorata a tratteggio)
Francia
Engilberto di Clèves, conte di Nevers (vassallo sia del Re di Francia per il Nevers, che dell'Imperatore per Clèves

     Asburgo (inclusa la parte colorata a tratteggio)
     Francia
     Engilberto di Clèves, conte di Nevers (vassallo sia del Re di Francia per il Nevers, che dell'Imperatore per Clèves

## Casato degli Asburgo (sedicenti)
Gli Asburgo per eredità dinastica da Maria di Borgogna, avrebbero avuto il diritto di ereditare l'intero territorio borgognone, ma in pratica a loro restarono solo la Franca Contea, lo Charolais ed i Paesi Bassi, mentre il Ducato di Borgogna vero e proprio venne annesso direttamente ai domini reali francesi. Nonostante questo gli Asburgo continuarono ugualmente a fregiarsi del titolo di Duchi di Borgogna.
- Massimiliano I 1477-1482 (con sua moglie; reggente 1482-1494)
- Filippo IV, il Bello 1482-1506
- Carlo II, ovvero Carlo V d'Asburgo 1506-1555
- Filippo V, ovvero Filippo II di Spagna 1555-1598
- Filippo VI, ovvero Filippo III di Spagna 1598-1621
- Filippo VII, ovvero Filippo IV di Spagna 1621-1665
- Carlo III, ovvero Carlo II di Spagna 1665-1700

## Casato dei Borbone (sedicenti)
- Filippo VIII 1700-1706

## Casato degli Asburgo (sedicenti)
Duchi solo nominali.
- Carlo IV 1713-1740
- Maria II Teresa 1740-1780
- Giuseppe 1780-1790
- Leopoldo 1790-1792
- Francesco 1792-1795

Allo stesso tempo, anche vari membri della famiglia reale francese, tra cui il più importante Luigi di Borbone, padre di Luigi XV di Francia, si fregiarono del titolo.